# Guzolândia (kommun)
Guzolândia är en kommun i Brasilien.   Den ligger i delstaten São Paulo, i den södra delen av landet, 600 km sydväst om huvudstaden Brasília. Antalet invånare är 4 754.
Följande samhällen finns i Guzolândia:
- Guzolândia

Omgivningarna runt Guzolândia är huvudsakligen savann. Runt Guzolândia är det glesbefolkat, med 15 invånare per kvadratkilometer.